# Stefanus van Gulick
Stefanus van Gulick, né en février 1749 à Bois-le-Duc et mort dans cette ville le 15 juillet 1820, est un homme politique néerlandais.

## Biographie
Médecin à Boxtel, Van Gulick est élu à la première assemblée nationale batave en février 1796. Unitariste, il n'est pas réélu lors du renouvellement de l'assemblée.
Il s'installe comme médecin à Bois-le-Duc en 1810.